# Tadousse-Ussau
Tadousse-Ussau – miejscowość i gmina we Francji, w regionie Nowa Akwitania, w departamencie Pireneje Atlantyckie.
Według danych na rok 1990 gminę zamieszkiwało 75 osób, a gęstość zaludnienia wynosiła 16 osób/km² (wśród 2290 gmin Akwitanii Tadousse-Ussau plasuje się na 1100. miejscu pod względem liczby ludności, natomiast pod względem powierzchni na miejscu 1444.).